# وحدة التحكم في إدارة النظام
وحدة التحكم في إدارة النظام (بالإنغليزية:System Management Controller، واختصارًا: SMC) هي نظام فرعي لأجهزة حواسيب Macintosh القائمة على معالج Intel و Apple. يشبه في وظيفته وحدة SMU أو PMU أو UAE of non-Intel Macintosh computers.

## ملخص
SMC له أدوار في التحكم في الإدارة الحرارية والطاقة، وشحن البطارية، وتبديل وضع الفيديو، والسكون والاستيقاظ (وضع الاستعداد)، والسُبَات hibernation، ومؤشرات LED. كما أنه يتيح فرض ترخيص المستخدم النهائي لنظام التشغيل macOS، مما يسمح لنظام macOS بتحديد وقت تشغيله على أجهزة غير تابعة لشركة Apple (non-Apple hardware).

## روابط خارجية
- EFI and SMC firmware updates for Intel-based Macs

1. ↑  "HT2368: About the SMC Firmware Updates". Official Apple Support. مؤرشف من الأصل في 2008-12-23.
2. ↑  "HT202040: About the SMC Firmware Updates". Official Apple Support. مؤرشف من الأصل في 2021-05-19. اطلع عليه بتاريخ 2018-04-28.